# Parapelecopsis mediocris
Parapelecopsis mediocris es una especie de araña araneomorfa del género Parapelecopsis, familia Linyphiidae. Fue descrita científicamente por Kulczyński en 1899.
Se distribuye por la Región Autónoma de Madeira, Portugal. El prosoma de esta especie mide aproximadamente 0,75 milímetros de longitud